# Jordan Griffin
Jordan Griffin (Milwaukee, 23 de fevereiro de 1990) é um lutador americano de artes marciais mistas, atualmente competindo no peso pena do Ultimate Fighting Championship.

## Carreira no MMA

### Ultimate Fighting Championship
Jordan Griffin fez sua estreia no UFC no UFC on Fox: Lee vs. Iaquinta II contra Dan Ige. Ige venceu por decisão unânime.
Griffin enfrentou Chas Skelly no UFC Fight Night: Cowboy vs. Gaethje. Skelly venceu por decisão unânime.
Griffin conquistou sua primeira vitória no UFC em 29 de fevereiro de 2020 no UFC Fight Night: Benavidez vs. Figueiredo, onde ele derrotou T.J. Brown por finalização técnica.
Griffin enfrentou Youssef Zalal em 27 de junho de 2020 no UFC Fight Night: Poirier vs. Hooker. Ele perdeu por decisão unânime.

## Cartel no MMA
| Cartel no MMA   |             |            |
| 27 lutas        | 18 vitórias | 9 derrotas |
| Por nocaute     | 5           | 1          |
| Por finalização | 9           | 2          |
| Por decisão     | 4           | 6          |

| Res.    | Cartel | Oponente           | Método                               | Evento                                              | Data       | Round | Tempo | Local                          | Notas                                     |
| ------- | ------ | ------------------ | ------------------------------------ | --------------------------------------------------- | ---------- | ----- | ----- | ------------------------------ | ----------------------------------------- |
| Derrota | 18-9   | Luis Saldaña       | Decisão (unânime)                    | UFC on ABC: Vettori vs. Holland                     | 10/04/2021 | 3     | 5:00  | Las Vegas, Nevada              |                                           |
| Derrota | 18–8   | Youssef Zalal      | Decisão (unânime)                    | UFC Fight Night: Poirier vs. Hooker                 | 27/06/2020 | 3     | 5:00  | Las Vegas, Nevada              |                                           |
| Vitória | 18–7   | TJ Brown           | Finalização (guilhotina)             | UFC Fight Night: Benavidez vs. Figueiredo           | 29/02/2020 | 2     | 3:38  | Norfolk, Virginia              | Performance da Noite.                     |
| Derrota | 17–7   | Chas Skelly        | Decisão (unânime)                    | UFC Fight Night: Cowboy vs. Gaethje                 | 14/09/2019 | 3     | 5:00  | ,Vancouver                     |                                           |
| Derrota | 17–6   | Dan Ige            | Decisão (unânime)                    | UFC on Fox: Lee vs. Iaquinta II                     | 15/12/2018 | 3     | 5:00  | Milwaukee, Wisconsin           |                                           |
| Vitória | 17–5   | Maurice Mitchell   | Finalização (mata-leão)              | Dana White's Contender Series 15                    | 31/07/2018 | 1     | 3:57  | Las Vegas, Nevada              |                                           |
| Vitória | 16–5   | Shawn West         | Finalização (pressão no pescoço)     | LFA 41: Moisés vs. Peterson                         | 24/02/2018 | 1     | 4:52  | Prior Lake, Minnesota          |                                           |
| Vitória | 15–5   | Darrick Minner     | Finalização (chave de braço)         | LFA 34: Watley vs. Jenkins                          | 02/03/2018 | 2     | 3:59  | Prior Lake, Minnesota          |                                           |
| Vitória | 14–5   | Cody Stevens       | Finalização (guilhotina)             | Big Guns 25                                         | 06/04/2017 | 4     | 3:13  | Mansfield, Ohio                | Ganhou o Cinturão Peso Pena do Big Guns.  |
| Derrota | 13–5   | Juan Archuleta     | Decisão (unânime)                    | KOTC: Destructive Intent                            | 23/07/2016 | 5     | 5:00  | Washington, Pennsylvania       | Perdeu o Cinturão Peso Pena do KOTC.      |
| Vitória | 13–4   | Adam Ward          | Nocaute técnico (desistência)        | KOTC: Generation X                                  | 08/04/2016 | 1     | 5:00  | Carlton, Minnesota             | Defendeu o Cinturão Peso Pena do KOTC.    |
| Vitória | 12–4   | Justin Likness     | Nocaute técnico (socos)              | KOTC: Battle at the Lake                            | 14/11/2015 | 2     | 2:36  | Saint Michael, Dakota do Norte | Defendeu o Cinturão Peso Pena do KOTC.    |
| Vitória | 11–4   | Seth Dikun         | Finalização (mata-leão)              | KOTC: Warriors Collide                              | 08/08/2015 | 2     | 3:02  | Manistee, Michigan             | Ganhou o Cinturão Peso Pena do KOTC.      |
| Vitória | 10–4   | Ben Pierre-Saint   | Nocaute técnico (chute na cabeça)    | KOTC: Total Dominance                               | 16/05/2015 | 2     | 2:37  | Carlton, Minnesota             |                                           |
| Vitória | 9–4    | Cameron Ramberg    | Decisão (majoritária)                | Dakota FC: Spring Brawl 2015                        | 18/04/2015 | 1     | 4:17  | Fargo, Dakota do Norte         | Ganhou o Cinturão Peso Pena do Dakota FC. |
| Derrota | 8–4    | Dan Moret          | Finalização (mata-leão)              | RFA 19                                              | 10/10/2014 | 1     | 3:09  | Prior Lake, Minnesota          |                                           |
| Vitória | 8–3    | Anthony Fleming    | Finalização (guilhotina)             | NAFC: Summer Slam                                   | 26/07/2014 | 1     | 0:59  | Milwaukee, Wisconsin           | Volta aos Penas.                          |
| Vitória | 7–3    | Robert Tahtinen    | Nocaute (socos)                      | Complete Cage Promotions                            | 07/06/2013 | 2     | 2:42  | Danbury, Wisconsin             | Luta nos Leves.                           |
| Vitória | 6–3    | Josh Wolfe         | Finalização (guilhotina)             | Great Lakes Combat Association: Battle at Bad River | 16/11/2013 | 1     | N/A   | Wisconsin                      | Estreia nos Galos.                        |
| Vitória | 5–3    | Gino DiGiulio      | Decisão (unânime)                    | NAFC: Battle in the Ballroom                        | 28/09/2013 | 3     | 5:00  | Milwaukee, Wisconsin           | Luta nos Leves.                           |
| Vitória | 4–3    | Alex Van Krevelen  | Decisão (unânime)                    | Caged Chaos at Canterbury Park 2                    | 27/04/2013 | 3     | 5:00  | Shakopee, Minnesota            |                                           |
| Vitória | 3–3    | Dennis Anderson    | Nocaute técnico (socos)              | Madtown Throwdown 29                                | 05/01/2013 | 1     | 3:30  | Madison, Wisconsin             |                                           |
| Vitória | 2–3    | Evian Rodríguez    | Finalização (estrangulamento brabo)  | KOTC: Trump Card                                    | 30/06/2012 | 2     | 1:54  | Lac Du Flambeau, Wisconsin     |                                           |
| Derrota | 1–3    | Damian Norris      | Nocaute técnico (interrupção médica) | XFO 43                                              | 13/04/2012 | 2     | 3:02  | Hoffman Estates, Illinois      | Estreia nos Penas.                        |
| Vitória | 1–2    | Ryan Smith         | Decisão (unânime)                    | Madtown Throwdown 26                                | 07/01/2012 | 3     | 5:00  | Madison, Wisconsin             |                                           |
| Derrota | 0–2    | Gary Bivens        | Finalização (guilhotina)             | Combat USA: Country USA 1                           | 25/06/2011 | 1     | 0:51  | Oshkosh, Wisconsin             |                                           |
| Derrota | 0–1    | ,Tyler Hellenbrand | Decisão (unânime)                    | Combat USA: Wisconsin State Finals                  | 22/04/2011 | 3     | 5:00  | Green Bay, Wisconsin           | Estreia nos Leves.                        |